# Rodinné sídlo (kniha)
Rodinné sídlo je román anglického prozaika E. M. Forstera poprvé vydaný v roce 1910, jenž pojednává o společenských konvencích, pravidlech chování a vztazích v Anglii na přelomu století. Román Rodinné sídlo je mnohými považován za Forsterovo nejlepší dílo. Forster na něm začal pracovat v červnu 1908 a dokončil ho v červenci 1910.

## Obsah
Román se zaobírá osudy tří rodin v Anglii na počátku 20. století: bohatí kapitalisté Wilcoxovi, kteří svého jmění nabyli v koloniích; sourozenci Margaret, Helen a Tibby Schlegelovi, jejichž kulturní vyžití má blízko k Bloomsbury Group; a Leonard a Jacky Bastovi, mladý pár z nižší třídy. Idealistické, inteligentní sestry Schlegelovy se snaží pomoci Bastovým, kteří se nachází v obtížné životní situaci, a zbavit Wilcoxovy jejich hluboce zakořeněných sociálních a ekonomických předsudků.

## Postavy
Wilcoxovi
- manželé Ruth a Henry
- jejich děti – Charles, Evie, Paul
  - Dolly – Charlesova manželka
  - Percy Cahill – Dollyin strýc

Schlegelovi
- Margaret
- Helen
- Tibby

Bastovi
- Leonard
- Jacky – jeho manželka

## Děj
Sestry Schlegelovy, které pocházejí z intelektuální rodiny, se během pobytu v Německu spřátelí s Wilcoxovými, bohatou a tradičně založenou rodinou. Helen Schlegelová je poté navštíví v jejich venkovském sídle Howards End, kde se zasnoubí s Paulem Wilcoxem. Svého unáhleného rozhodnutí, ale brzy lituje a zasnoubení zruší.
Zpět v Londýně Helen na koncertě omylem vezme deštník chudého úředníka Leonarda Basta a nechá mu vizitku své sestry Margaret, aby si u ní deštník vyzvedl.
Později se Wilcoxovi přestěhují do Londýna do domu naproti Schlegelovým. Margaret se spřátelí s Ruth Wilcoxovou, hlavou rodiny, která cítí hluboké spojení se sídlem Howards End. Na smrtelné posteli Ruth napíše dopis, ve kterém odkazuje Howards End Margaret. Dědictví je však Margaret vdovcem Henrym a jeho dětmi zatajeno a dopis spálen.
Jacky Bastová se díky Margaretině vizitce domnívá, že ji Leonard podvádí a jednoho dne se ho proto vydá hledat do domu Schlegelových. Leonard se sestrám přijde další den omluvit, promluví si s nimi a všichni tři zjistí, že mají podobné smýšlení o životě.
Sestry Schlegelovy se setkávají s Henrym Wilcoxem, který jim říká o blížícím se krachu pojišťovací společnosti, pro níž Leonard pracuje. Sestry Schlegelovy uznávají za vhodné o této skutečnosti Leonarda informovat a vyřídit mu Henryho doporučení o včasném odchodu z práce.
Přátelství Margaret a Henryho přeroste v milostný poměr a navzdory odporu Henryho dětí se zasnoubí. Sourozenci Wilcoxovi se totiž obávají, že Margaret ví o zatajeném dědictví a po svatbě se bude svých práv na vlastnictví Howards End domáhat.
Helen se s manželi Bastovými, kteří jsou v tíživé finanční situaci způsobené Leonardovým odchodem ze společnosti, který mu Henry doporučil,
Helen přivede do Henryho domu manžele Bastovy, kteří se nachází v tíživé finanční situaci způsobené Leonardovým odchodem z pojišťovací společnosti. Helen se snaží Henrymu ukázat, jaký dopad měla jeho špatná rada na život Bastových. Henry však v Jacky Bastové pozná svou bývalou milenku a obviní Bastovi a sestry Schlegelovy ze spiknutí. Margaret chce zachránit svůj vztah s Henrym a nevěru mu odpouští. Helen odsuzuje Henryho špatné zacházení s Bastovými a stráví s Leonardem noc. Helen se s tím později svěří svému bratrovi Tibbymu a dá mu za úkol posílat Bastovým finanční pomoc, Leonard však první šek vrátí a další pomoc odmítá.
Margaret se po své svatbě s Henrym začne znepokojovat o Helen, která je neustále na cestách. Když jejich teta onemocní, Margaret požádá Helen, aby se vrátila domů, ale Helen se s rodinou odmítá setkat. Důvodem je Helenino nemanželské těhotenství. Henry nechce Helen pomoci, Margaret však stojí při své sestře a naléhá na Henryho, aby Helen odpustil, stejně jako Margaret odpustila jemu jeho nevěru, Henry je ale neoblomný. Margaret od něj odchází a spolu s Helen se stěhují do Howards End.
Dalšího dne dorazí do sídla Howards End Leonard, kterého trápí jeho románek s Helen. V Howards End je však ve stejnou dobu na návštěvě Charles Wilcox. Ten se s Leonardem popere, jelikož se domnívá, že Leonard o Helenině těhotenství ví a odmítá se k jejich potomkovi hlásit. Leonard při potyčce umírá. Charles je obviněn ze zabití a odsouzen ke třem letům vězení.
Margaret se vrací ke svému manželovi, který je z činu svého syna Charlese naprosto zdrcený. Henry se ve světle všech událostí rozhodně konečně naplnit vůli své první ženy Ruth a přenechá Howards End Margaret. Dalším dědicem sídla je pak určen nemanželský syn Helen a Leonarda.

## Ohlasy
V roce 1998 americké nakladatelství Modern Library zařadilo Rodinné sídlo na 38. místo seznamu 100 nejlepších anglicky psaných knih 20. století.
Recenze v Manchester Guardian z roku 1910 popisovala Rodinné sídlo jako „román vysoké kvality napsaný s tím, co se zdá být ženskou brilantností vnímání“. 
Kritici označují Rodinné sídlo pro jeho vyobrazení chudoby, ale také rychlých změn v sociální a ekonomické struktuře v eduardovském období za „román o stavu Anglie“. Rodina Wilcoxových představuje nově zbohatlé kapitalisty, zatímco německé sestry Schlegelovy představují vzdělanou, kosmopolitní „Novou ženu“ zabývající se například otázkou volebního práva žen.
Postavy Wilcoxových byly pravděpodobně inspirovány majiteli domu, v němž Forster v dětství žil. Postavy sester Schlegelových byly volně inspirovány Virginií Woolfovou a její sestrou Vanessou Bellovou, které byly Forsterovými současnicemi v Bloomsbury Group.
Titulní rodinné sídlo Howards End „je mystickým symbolem krásy a vznešenosti rychle mizejícího světa. Hlavní otázkou knihy je, kdo bude Howards End vlastnit – přičemž se více než o vlastnictví domu přeneseně jedná o moc nad Anglií a její sociální strukturou.“ Howards End je venkovské sídlo, které má nesmírnou sentimentální hodnotu pro Ruth Wilcoxovou. Ta však ohrožuje mužskou linii dědiců, když po své smrti Howards End odkáže Margaret Schlegelové. Stěžejním tématem románu jsou vztahy jedinců napříč odlišnými sociálními třídami. Toto téma je nastíněno epigrafem Rodinného sídla „Jen spojovat“.
Kritička Barbara Mordenová tvrdí, že „je to nakonec chudý Leonard Bast, kdo se ukáže být klíčem k románovému motivu vztahů a dědictví. Je to právě Leonardův a Helenin nemanželský syn – dítě přírody místo syna impéria – narozený v srdci starého domu do vznikající rodiny, kdo zdědí Howards End a možná i Anglii.“

## Dům v Rooks Nest

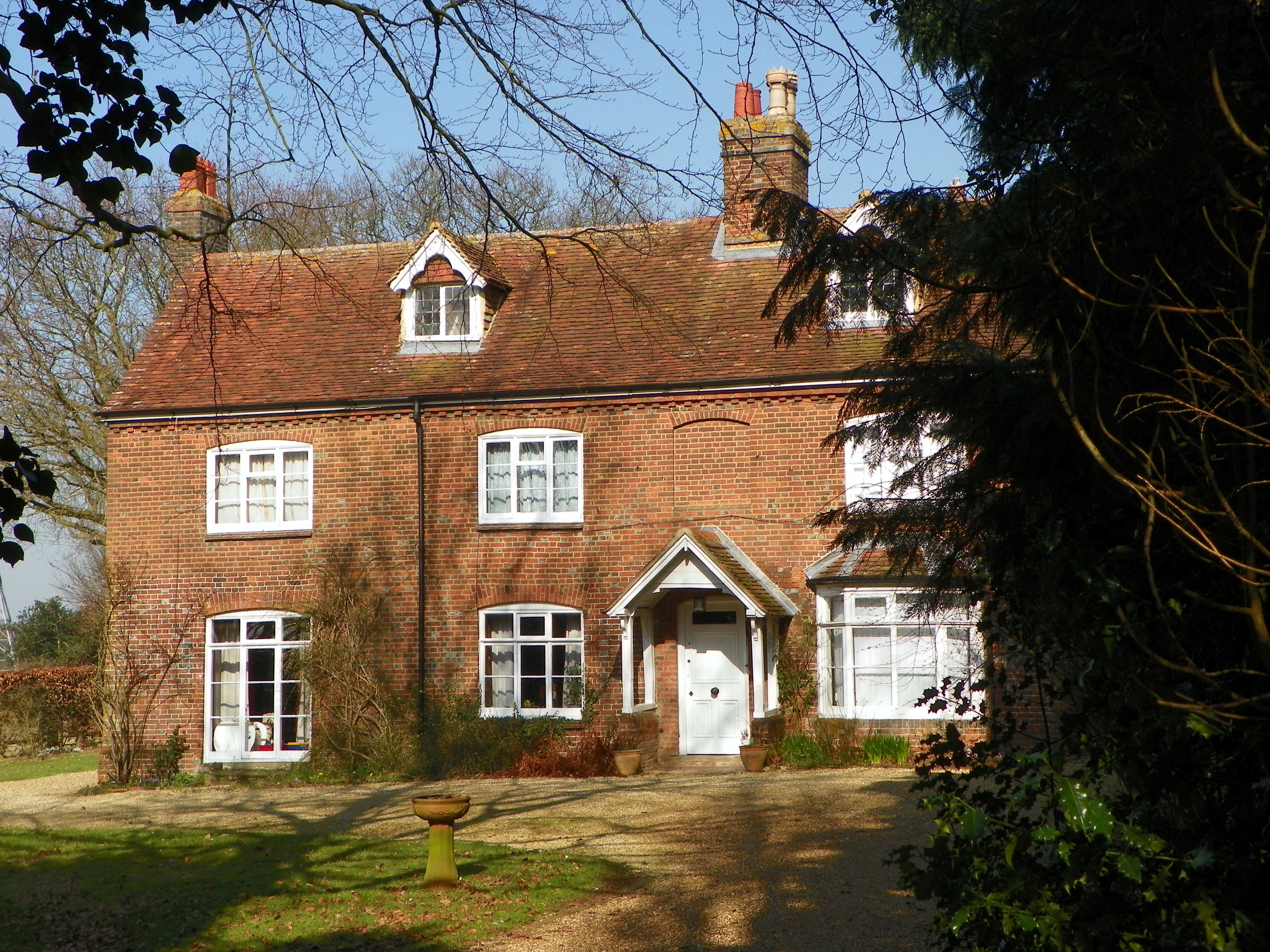
Dům v Rooks Nest, Stevenage

Forsterův popis Howards End byl inspirován domem ve vesničce Rooks Nest v Hertfordshire, kde mezi lety 1883 a 1893 žil. V době Forsterova dětství se dům nazýval Rooksnest, dříve byl ale ve vlastnictví rodiny Howardových a nesl proto jméno Howards, stejně jako později ten románový. V dodatku Rodinného sídla Forster uvádí, že Rooks Nest byla vesnička s farmou na Weston Road nedaleko Stevenage.

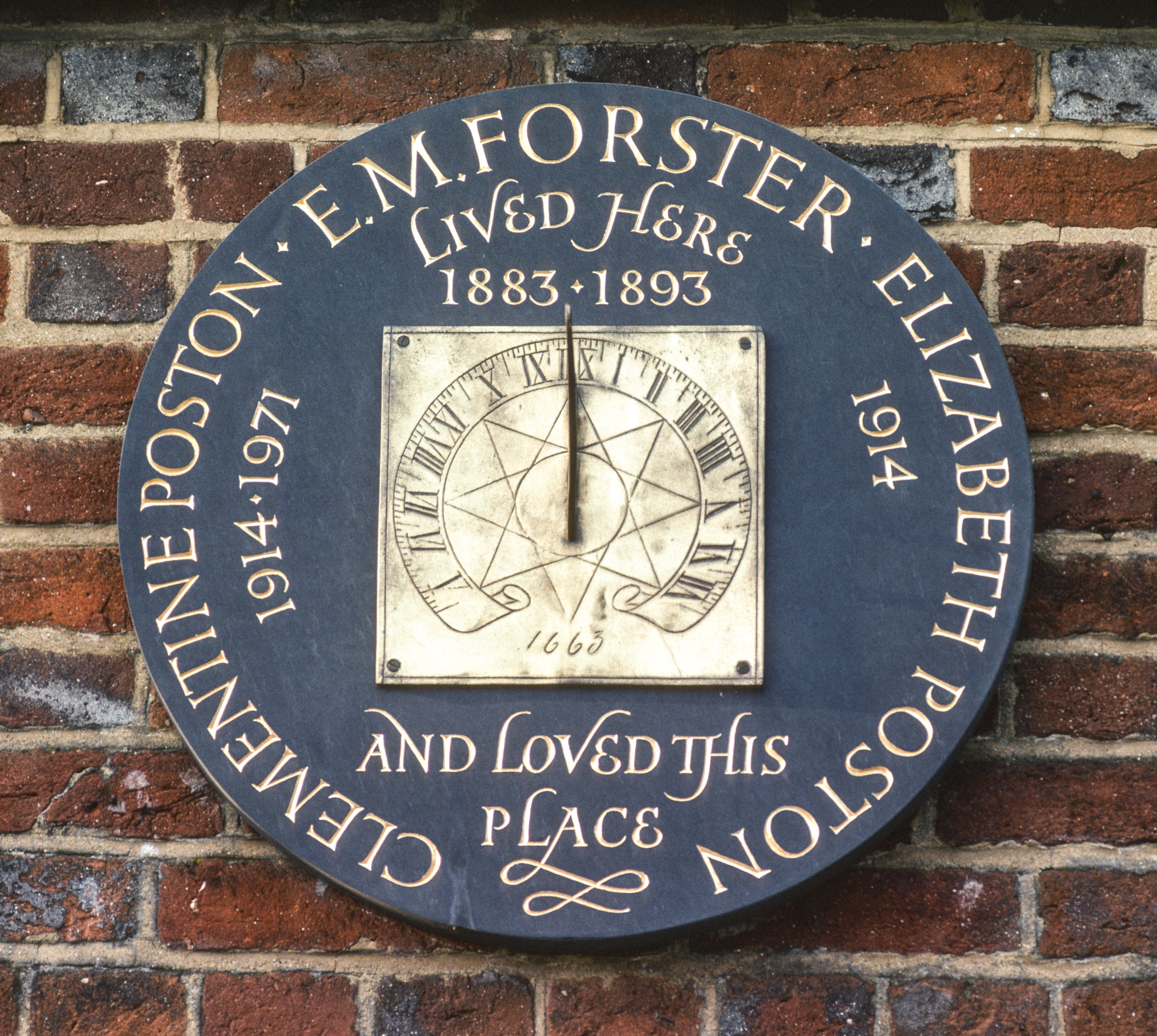
Pamětní deska na domě v Rooks Nest, který byl inspirací pro Howards End v románu E. M. Forstera.

Oblast na severozápad a západ od domu v Rooks Nest je poslední zemědělskou půdou ve Stevenage (na východ od domu se nyní nachází čtvrť St Nicholas). Tamní krajina byla v otevřeném dopise v The Times nazvána „Forsterovým krajem“. Dopis podepsaný řadou literárních osobností byl otištěn 29. prosince 1960. Jednalo se o reakci na dva příkazy k nucenému odkupu vydané společností Stevenage Development Corporation. V dopisu byla vyjádřena naděje na zachování 200 akrů půdy kolem domu jakožto jednoho z posledních krásných míst do 30 mil od Londýna a „protože je to Forsterův kraj sídla Howards End“. U příležitosti stého výročí Forsterova narození byla v roce 1979 oblast oficiálně pojmenována Forsterův kraj (Forster Country) a to zejména díky úsilí skupiny Friends of the Forster Country, jejímž cílem bylo zachovat krajinu, tak jak ji Forster znal, pro budoucí generace.  V roce 1997 byla odhalena socha připomínající Forsterovo spojení s tamější krajinou. V září 2017 byl dům v Rooks Nest k prodeji.  
Londýnský dům sester Schlegelových Wickham Place, který byl v románu zbourán, aby uvolnil místo pro bytový dům, neměl v reálném světě přímý předobraz. Forster se však inspiroval domem 1 All Souls Place, kde žily sestry britského filozofa Goldsworthy Lowese Dickinsona. 

## Překlady do češtiny
- Rodinné sídlo (1982, Odeon, přeložila Hana Skoumalová)
- Rodinné sídlo Howards End (1993, Mht, přeložili Hana Skoumalová a Jan Skoumal)

## Adaptace

### Divadlo
V roce 1967 Lance Sieveking a Cottrell uvedli jevištní adaptaci Rodinného sídla. Byla hrána na turné a v New Theatre v Londýně v obsazení Gwen Watford, Gemma Jones, Michael Goodliffe, Joyce Carey a Andrew Ray. Na tvorbě hry se podílel i E. M. Forster.
The Inheritance (Dědictví) je dvoudílná hra Matthewa Lopeze inspirovaná Rodinným sídlem. Na rozdíl od něj ale vyobrazuje osudy generace, která přišla po krizi AIDS, a vypráví o životě mladého gaye v New Yorku. Hra měla premiéru 2. března 2018 v Young Vic a později byla hrána v divadle Noëla Cowarda ve West Endu. Inscenace získala čtyři ceny Olivier včetně ceny za nejlepší hru. Na Broadwayi byla uvedena v září 2019 v divadle Ethel Barrymore.

### Televize
V roce 1970 byla v rámci cyklu BBC Play of the Month odvysílána britská televizní adaptace, v níž hráli Leo Genn, Sarah-Jane Gwillim a Glenda Jackson.
V listopadu 2017 odvysílala BBC v koprodukci s americkou televizní stanicí Starz čtyřdílnou adaptaci od Kennetha Lonergana. 

### Film
Ve filmové adaptaci Rodinné sídlo z roku 1992 hrají Emma Thompson, Vanessa Redgrave, Helena Bonham Carter, Anthony Hopkins a Samuel West. V roce 1992 byl film porotou BAFTA oceněn jako nejlepší film a získal ocenění také na filmovém festivalu v Cannes. Na 65. udílení cen Akademie získal film tři ceny Oscar za rok 1992: Emma Thompson za nejlepší herečku, Luciana Arrighi za nejlepší uměleckou režii a Ruth Prawer Jhabvala za nejlepší adaptovaný scénář. Byl také nominován na Oscara za nejlepší film.

### Rádio
V roce 2009 byla na BBC Radio 4 vysílána dvoudílná adaptace z pera Amandy Daltonové. V hlavních rolích se objevili John Hurt, Lisa Dillon a Jill Cardo.

### Opera
Opera Allena Shearera Howards End, America (2016) s libretem Claudie Stevens přesouvá děj do Bostonu 50. let. 